# Educazione liberatrice
Educazione Liberatrice è un saggio del pedagogista italiano Ernesto Codignola, pubblicato nel 1946. 

## Contenuto
Educazione Liberatrice è una raccolta di saggi ed articoli apparsi in occasioni e periodi diversi. 
Ernesto Codignola, in quest'opera, guarda alla ricostruzione morale e civile dell'Italia dopo il Fascismo e la Seconda guerra mondiale.
Nella prima parte del volume, dal titolo Problemi e polemiche, l'autore osserva quelli che secondo lui dovrebbero essere gli aspetti fondamentali dell'educazione, fra cui il dovere di essere se stessi, il ruolo dell’insegnante, il modello di attivismo pedagogico delle scuole nuove, l'emancipazione della donna e i diritti dei giovani. 
La seconda parte, dal titolo Maestri e cultura, tocca invece aspetti della sua stessa vita professionale come docente. 
La terza parte, dal titolo La nuova scuola, delinea un progetto nuovo di una scuola media unica, di scuola-comunità o scuola città, del ruolo del lavoro, del nesso tra scuola e società.
L'intento del pedagogista italiano è quello di dare una valenza sociale e politica all'educazione, facendo divenire la scuola un luogo di formazione civile dove coltivare la libertà.
Per Ernesto Cognola costruire un'autentica democrazia implica un impegno educativo e pedagogico in vista di un'educazione all'autonomia mentale e morale, unico saldo fondamento e baluardo della libertà politica.

## Edizioni
- Ernesto Codignola, Educazione liberatrice, La nuova Italia, Firenze, 1946.